# Comarca de Trujillo
La Comarca de Trujillo és una comarca d'Extremadura situada a la província de Càceres. El cap comarcal és Trujillo. La resta de municipis que l'integren són: Abertura, Alcollarín, Almoharín, La Aldea del Obispo, Aldeacentenera, Almoharín, Campo Lugar, Conquista de la Sierra, Escurial, Garciaz, Herguijuela, Ibahernando, Jaraicejo, La Cumbre, Madrigalejo, Madroñera, Miajadas, Plasenzuela, Puerto de Santa Cruz, Robledillo de Trujillo, Ruanes, Santa Ana, Santa Cruz de la Sierra, Santa Marta de Magasca, Torrecillas de la Tiesa, Villamesías i Zorita.